# الغوانمة (مناخة)

تعديل مصدري - تعديل

الغوانمة هي إحدى قرى عزلة حصبان بمديرية مناخة التابعة لمحافظة صنعاء، بلغ تعداد سكانها 380 نسمة حسب تعداد اليمن لعام 2004.